# José Olivares Larrondo
José Olivares Larrondo, auch Tellagorri genannt (* 22. August 1892 in Algorta (Getxo); † 14. Juli 1960 in Buenos Aires) war ein baskischer Schriftsteller und Journalist. Als Politiker der Acción Nacionalista Vasca musste er während des Spanischen Bürgerkriegs ins Exil nach Bayonne; 1940 floh er nach Argentinien, wo er sich publizistisch für die baskische Sache einsetzte. Larrondo war in jungen Jahren zudem Stürmer des baskischen Arenas Club.